# Накло-над-Нотецем (гміна)
Гміна Накло-над-Нотецем (пол. Gmina Nakło nad Notecią) — місько-сільська гміна у північній Польщі. Належить до Накельського повіту Куявсько-Поморського воєводства.
Станом на 31 грудня 2011 у гміні проживало 32623 особи.

## Площа
Згідно з даними за 2007 рік площа гміни становила 186.97 км², у тому числі:
- орні землі: 67.00%
- ліси: 19.00%

Таким чином, площа гміни становить 16.69% площі повіту.

## Населення
Станом на 31 грудня 2011:
| Опис     | Загалом | Загалом | Чоловіки | Чоловіки | Жінки | Жінки |
| -------- | ------- | ------- | -------- | -------- | ----- | ----- |
| одиниця  | осіб    | %       | осіб     | %        | осіб  | %     |
| все      | 32623   | 100     | 15866    | 48.63    | 16757 | 51.37 |
| міське   | 19453   | 100     | 9293     | 47.77    | 10160 | 52.23 |
| сільське | 13170   | 100     | 6573     | 49.91    | 6597  | 50.09 |

## Сусідні гміни
Гміна Накло-над-Нотецем межує з такими гмінами: Біле Блота, Кциня, Мроча, Садкі, Сіценко, Шубін.